# فالکاده
فالکاده (به ایتالیایی: Falcade) یک منطقهٔ مسکونی در ایتالیا است که در استان بلونو واقع شده‌است.

## خصوصیات
فالکاده ۵۳٫۲ کیلومترمربع مساحت و ۲٬۱۷۵ نفر جمعیت دارد و ۱٬۱۶۵ متر بالاتر از سطح دریا واقع شده‌است.

## خواهرخوانده
شهر Massaranduba, Santa Catarina خواهرخواندهٔ فالکاده هست.